# Comunidad Valenciana (cykelhold)
Communautè de valence el. Comunidad Valenciana er et spansk cykelhold.
Tidligere hed de Kelme men holdet skiftede navn i 2005.
I 2006 var de med til Tour de France.
Ryttere i 2006
- Ruben Plaza
- Vicente Bgerester
- David Blanco
- Josè Adrian Bonilla
- Claudio josè Casas
- Javier Cherro
- Oleg Chuzda
- Juan Gomis
- Eladio Jimenez
- David Latasa
- Manuel Lloret
- Jose Luis Martinez
- Ezequiel Mosquera
- David Munoz
- Antonio Olmo
- Javier Pascual
- J.A Pecharroman
- Vincente Peiro
- Julian Sanchez

UDSTYR
- Cykel: Orbea
- Gear: Shimano
- Hjul: DT swiss
- Beklædning: Nalini

Tidligere Stjerner
- Angel Casero
- Carlos Garcia Quesada
- Javier Pascual Llorente

## Eksterne links
- Cykelholdet Comunidad Valenciana – officiel website Arkiveret 30. maj 2008 hos  Wayback Machine (på spansk)